# Angler Muck
Angler Muck ist ein alkoholisches Mischgetränk. Der Muck kann als „Nationalgetränk“  Angelns, einer Kulturlandschaft im Norden Schleswig-Holsteins an der Ostseeküste zwischen Schlei und Flensburger Förde, bezeichnet werden. Es besteht in der heißen Variante hauptsächlich aus Rum und heißem Wasser. In der kalten Variante wird statt des Rums meist Korn verwendet.
Der Muck war bis in die 1960er Jahre in Angeln das Basisgetränk bei größeren Familien- oder Feuerwehrfesten. Er wird auch heute noch getrunken, allerdings nicht in dem früheren Ausmaß. Der Muck wird in seiner Wirkung leicht unterschätzt.

## Zubereitung

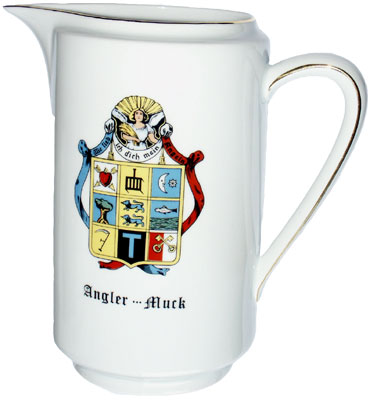
Original „Angler Muck-Pott“

### Muck heiß
Heißer Muck wird in einem „Angler-Muck-Pott“ auf einem Stövchen serviert. 
1/2 Liter guter Rum wird mit 1/2 Liter Wasser erhitzt, darf aber auf keinen Fall kochen. Er wird abschließend mit Zucker (4 Esslöffel) und Zitronensaft (8 Esslöffel) abgeschmeckt und heiß getrunken. In Angeln trinkt man den Muck aus speziellen kleinen Gläsern oder auch aus Groggläsern.

### Muck kalt
Limonade und Korn werden im Verhältnis 3:1 (bis 1:1) gemischt und kalt gestellt. Zum Servieren wird der Muck in einen „Angler-Muck-Pott“ abgefüllt.
In einer anderen Variante werden Rum und Zitronenbrause in gleichem Verhältnis miteinander gemischt und mit Eiswürfeln serviert.

## Angler Muck-Pott
Muck-Pott, Pott auch Putt = Topf, ist eine aus dem Plattdeutschen stammende Bezeichnung, die in Norddeutschland heute umgangssprachlich auch im Hochdeutschen ihre Anwendung findet. Der original „Angler Muck-Pott“ ist aus Porzellan gefertigt und hat ein Fassungsvermögen von 1,5 Litern.  Auf einer der Seitenflächen ist das Angler Wappen in seiner ursprünglichen Darstellung von 1847 zu sehen. Es wird umrahmt von einem Band in den Schleswig-Holstein-Farben (Blau, Weiß, Rot) mit der Inschrift „Wie lieb ich dich mein Angeln“.
Hergestellt wurden die Töpfe in folgenden Porzellanfabriken:
1. Plankenhammer
2. Walküre
3. Annaburg
4. Georg Schmider, Zell am Hamersbach.

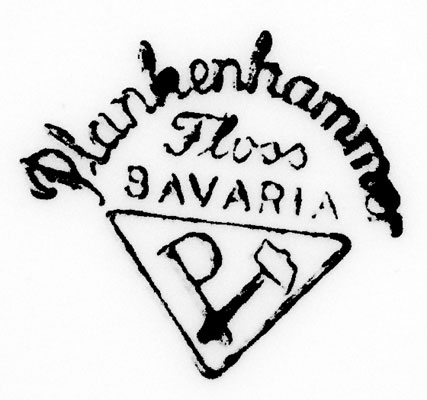
Porzellanstempel Plankenhammer
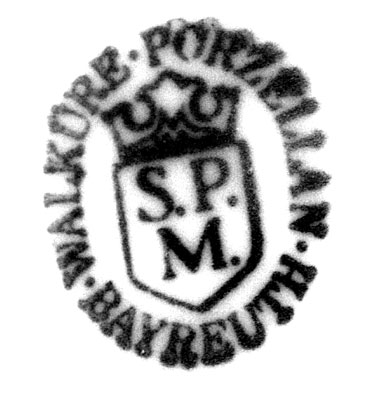
Porzellanstempel Walküre